# Francisco Fronda
Francisco Fronda (Aliaga, 22 december 1896 - Quezon City, 17 februari 1986) was een Filipijns wetenschapper. Fronda specialiseerde zich in de ontwikkeling van de pluimvee-industrie en werd in 1983 benoemd tot nationaal wetenschapper van de Filipijnen.

## Biografie
Fronda werd geboren in 1896 in de Aliaga in de provincie Nueva Ecija. Zijn ouders waren Victor Fronda en Theodora Namaclay. In 1919 voltooide hij zijn bachelor Landbouw aan de University of the Philippines. Aansluitend studeerde Fronda aan de Cornell-universiteit in de Verenigde Staten. Aan die universiteit behaalde hij zijn Master of Arts in 1920 en Doctor of Philosophy-diploma in de pluimvee wetenschappen in 1922. Na zijn terugkeer in de Filipijnen doceerde hij aan de universiteit over de pluimveehouderij. Vanaf 1935 was hij associate professor. 
Fronda was meer dan 60 jaar onderzoeker en docent en publiceerde meer dan 500 wetenschappelijke artikelen over de ontwikkeling van de pluimvee- en melkvee-industrie. Ook schreef hij diverse boeken. Hij werkte langdurig aan een Kantonese kippensoort, die hij steeds verder doorfokte om de soort steeds verder door te ontwikkelen. Ook was hij de eerste Filipijnse wetenschapper die met eendenvlees werkte. De door hem ontwikkelde eenden werden ook wel Fronducks genoemd.
Fronda werd in 1980 uitgeroepen tot Vader van de pluimvee-wetenschap in de Filipijnen door de Philippine Association of Animal Science. Ook werd hij in 1983 benoemd tot nationaal wetenschapper van de Filipijnen. Hij overleed in 1986 op 89-jarige leeftijd in het Philippine Heart Center. Fronda was vanaf 1924 getrouwd met Elipidia Elsebio en kreeg met haar vijf kinderen.